# 奇異果 (歌曲)
〈奇異果〉（英語："Kiwi"）是英國創作歌手哈利·斯泰爾斯的一首歌曲，收錄於他的同名專輯。歌曲於2017年10月31日作為專輯的第三支兼最後一支單曲發行。

## 創作背景
〈奇異果〉是專輯其中一首比較明顯以性為主題的歌曲，歌詞包括香菸、蒸馏酒、致命女郎與一夜情。斯泰爾斯在接受BBC廣播一台訪問時指歌曲「作為玩笑而開始，但現在是我其中一首最愛的歌曲。這是我在精力充沛的時候為專輯寫下的首批歌曲。」

## 音樂影像帶
歌曲的音樂影像帶由攝製二人組Us拍攝，於2017年11月8日公開。在影片中，斯泰爾斯與一群孩子在溫布爾登大通小學進行一場蛋糕投擲大賽。其中童星演員博·加茲登打扮成斯泰爾斯的女版樣子。

## 現場表演
2017年5月，斯泰爾斯在《詹姆斯·柯登深夜秀》上演唱了〈奇異果〉。他在11月於《英國版X音素》演唱了歌曲，並在好萊塢露天劇場舉辦的CBS电台第5屆年度「我們能活下去演唱會」上演唱了歌曲，該演出為紀念全國乳腺癌宣傳月而舉行，所得款項將捐給年輕人生存聯盟。同月，他於在上海梅赛德斯-奔驰文化中心舉行的2017年《維多利亞的秘密時尚秀》上演唱歌曲而展開活動。

## 商業成績
歌曲於2020年3月獲美國唱片業協會認證為金唱片，並於翌月獲英國唱片業協會認證為銀唱片。

## 銷售榜單
| 榜單（2017年－18年）                       | 最高 位置 |
| ------------------------------------------ | --------- |
| 澳洲（澳大利亚唱片业协会榜）               | 92        |
| 比利时佛兰德（Ultratop五十强单曲榜）       | 39        |
| 愛爾蘭（愛爾蘭唱片音樂協會）               | 72        |
| 墨西哥（《告示牌》英格爾斯電台榜）         | 29        |
| 紐西蘭（新西兰唱片音乐协会熱門發現單曲榜） | 2         |
| 蘇格蘭（官方榜单公司單曲榜）               | 49        |
| 斯洛伐克（百強數碼單曲榜）                 | 76        |
| 英國（官方榜单公司單曲榜）                 | 66        |
| 美國（《告示牌》Pop Airplay）              | 40        |

| 榜單（2019年） | 位置 |
| -------------- | ---- |
| 葡萄牙（AFP）  | 2953 |

## 認證
| 地區                           | 认证 | 认证单位/销量 |
| ------------------------------ | ---- | ------------- |
| 澳大利亚（澳大利亚唱片业协会） | 白金 | 70,000‡       |
| 加拿大（加拿大音乐协会）       | 金   | 40,000‡       |
| 巴西（巴西唱片業協會）         | 金   | 20,000‡       |
| 英国（英国唱片业协会）         | 银   | 200,000‡      |
| 美国（美國唱片業協會）         | 金   | 500,000‡      |
| ‡僅含認證的+實際銷量           |      |               |

## 發行歷史
| 地區 | 日期           | 形式              | 廠牌            | 來源   |
| ---- | -------------- | ----------------- | --------------- | ------ |
| 多國 | 2017年5月12日  | 線上下載 串流媒體 | 厄斯金 哥伦比亚 | [ 26 ] |
| 美國 | 2017年10月31日 | 當代流行電台      | 哥伦比亚        | [ 27 ] |

## 資料來源
1. ↑  Jones, Mackenzie. .   [2021-04-14]. （原始内容存档于2021-04-16）.
2. ↑  Sheffield, Rob. . 2017-05-12  [2021-04-14]. （原始内容存档于2018-10-27）.
3. ↑  . Headline Planet.   [2017-10-04]. （原始内容存档于2021-01-16）.
4. ↑  Powell, Emma. . London Evening Standard（英语：London Evening Standard）. 2017-11-08  [2017-11-12]. （原始内容存档于2021-04-15）.
5. ↑  Prance, Sam. . MTV UK（英语：MTV UK）. 2017-11-08  [2017-11-08]. （原始内容存档于2017-11-08）.
6. ↑  Devoe, Noelle. . Seventeen.   [2017-05-19]. （原始内容存档于2021-04-15）.
7. ↑  Malone, Chris. . Billboard.   [2017-11-14]. （原始内容存档于2021-04-16）.
8. ↑  Willman, Chris. . Variety.   [2017-10-22]. （原始内容存档于2018-07-05）.
9. ↑  Saunders, Nicole. . Billboard.   [2017-11-28]. （原始内容存档于2021-04-16）.
10. ↑  . BRIT Awards, Twitter.   [2020-04-03]. （原始内容存档于2021-04-14）.
11. ↑  . Noise11. 2017-12-09  [2017-12-13]. （原始内容存档于2017-12-13）.
12. ↑  "Ultratop.be – Harry Styles – Kiwi". Ultratop 50.   [2018-03-23]. （荷蘭語）.
13. ↑  . Irish Recorded Music Association.   [2017-07-07]. （原始内容存档于2017-06-14）.
14. ↑  . Billboard.   [2021-04-14]. （原始内容存档于2018-05-06）.
15. ↑  . Recorded Music NZ. 2017-05-22  [2017-05-22]. （原始内容存档于2017-07-29）.
16. ↑  "Official Scottish Singles Sales Chart Top 100". Official Charts Company.  [2018-08-18].（英語）.
17. ↑  . IFPI Czech Republic.   [2018-08-18]. （原始内容存档于2018-08-18）.
18. ↑  "Official Singles Chart Top 100". Official Charts Company.  [2017-07-07].（英語）.
19. ↑  "Harry Styles Chart History (Pop Songs)". Billboard.  [2017-11-21].（英語）.
20. ↑   (PDF). Associação Fonográfica Portuguesa.   [2020-09-22]. （原始内容存档 (PDF)于2020-08-09）.
21. ↑   (PDF). Australian Recording Industry Association.   [2020-04-05] （英语）.
22. ↑  . Music Canada.   [2021-01-15] （英语）.
23. ↑  . Pro-Música Brasil.   [2020-11-14] （葡萄牙语）.
24. ↑  . British Phonographic Industry.   [2020-04-03] （英语）.
25. ↑  . Recording Industry Association of America.   [2020-03-23] （英语）.
26. ↑  . Spotify.   [2020-03-26]. （原始内容存档于2021-06-22）.
27. ↑  . All Access Music Group.   [2020-10-12]. （原始内容存档于2017-10-27）.

## 外部連結
- YouTube上的音樂版